# Horst Pahlitzsch
Horst Pahlitzsch (* 7. Oktober 1936; † 6. Oktober 2007) war ein deutscher Handballspieler.

## Werdegang
Pahlitzsch wurde in der Nachwuchsabteilung des Leipziger Vereins BSG Motor Gohlis-Nord ausgebildet.
Mit dem SC Lokomotive Leipzig wurde Pahlitzsch 1960, 1961 und 1962 Vizemeister der Deutschen Demokratischen Republik im Feldhandball. 1962 wurde er als Meister des Sports ausgezeichnet. Er gehörte zum Aufgebot der DDR-Nationalmannschaft bei der Weltmeisterschaft 1964. Später spielte er beim USC Leipzig.
Pahlitzsch betätigte sich mehr als 50 Jahre als Spieler, Trainer und Funktionär (unter anderem Abteilungsleiter beim USC Leipzig) im Handballsport im Raum Leipzig.